# Strobilanthes rufopauper
Strobilanthes rufopauper är en akantusväxtart som beskrevs av C. B. Cl.. Strobilanthes rufopauper ingår i släktet Strobilanthes och familjen akantusväxter. Inga underarter finns listade i Catalogue of Life.